# 전범선
전범선(1991년 7월 24일 ~ )은 대한민국의 가수다. 밴드 '놈', '이스턴사이드킥' 등에서 활동하다가 2012년 EP 《돌아간다》로 솔로로 데뷔했다.

## 학력
- 옥스퍼드대학교 대학원 역사학과 석사
- 다트머스대학 역사학과 학사
- 민족사관고등학교 졸업
- 강원중학교 졸업
- 호반초등학교 입학 성림초등학교 졸업

## 방송
- 가로채널 (2018)
- 신입사원 탄생기 굿피플 (2019)
- 포커스 : Folk Us (2020) - Top41(17위)

## 수상
- 유니뮤직레이스 대상 (2017)
- 제14회 한국대중음악상 최우수 록 노래상 (2017)

## 도서
- 해방촌의 채식주의자(휘뚜루마뚜루 자유롭게 산다는 것) (2020)
- 살고 싶다, 사는 동안 더 행복하길 바라고(전범선 비거니즘 에세이) (2021)